# Elementenpsychologie
Elementenpsychologie bezeichnet eine Richtung der Psychologie, die komplexes psychisches Geschehen wie z. B. Prozesse der Bewusstseinsbildung auf eine begrenzte Anzahl von kleineren, leichter bestimmbaren Einheiten oder Elementen zurückzuführen versucht.(a) Damit erweist sie sich als strukturalistische Psychologie. Carl Wernicke (1848–1905), der selbst viele psychologische Begriffe gebildet hat, übertrug diese Methodik in die Psychiatrie und Neurologie durch Betonen topischer, d. h. begrifflich-systematisch-funktioneller und die Lokalisation im ZNS betreffender Zusammenhänge.(a) Seither ist Elementenpsychologie als Grundlage vieler Fragen der klinischen Psychologie, medizinischer Psychologie und forensischen Psychiatrie unentbehrlich.

## Vertreter
Als Vertreter der Elementenpsychologie kann in engerem Sinne neben Wilhelm Wundt (1832–1920) auch Edward Bradford Titchener (1867–1927) angesehen werden.(b)(a)

## Klassisches Beispiel
Klassisches Beispiel der Elementenpsychologie ist der Begriff Empfindung in Abgrenzung von Wahrnehmung. Empfindung wurde analog zu den Naturwissenschaften als „nicht weiter auflösbare“ psychische Erscheinung betrachtet, wie bereits 1874 Wilhelm Wundt es tat.(c) Das Verfahren des Zurückführens auf einzelne Elemente gab umgekehrt auch dazu Anlass, vermittels von Elementen auf andere psychische Phänomene und Zeichen zu schließen oder sie ausgehend von diesen Elementen abzuleiten. Das geschah beispielsweise vermittels der Elementarsymtome Wernickes.(a)

## Methode
Die Elementenpsychologie verfährt methodisch einerseits ähnlich der älteren rationalen Psychologie und ihrer Aufteilung in einzelne Vermögen, andererseits ähnlich wie bestimmte Naturwissenschaften, die durch Analyse zu immer kleineren Strukturen und Bestandteilen bzw. Elementen gelangt, siehe die Erforschung chemischer und physikalischer Elemente. Das Konzept der Elementenpsychologie wurde in der Psychodynamik und Psychophysik vertreten von Gustav Theodor Fechner (1801–1887) mit seinem Werk Elemente der Psychophysik (1860) und in der Experimentalpsychologie von Wilhelm Wundt (1832–1920) mit seinem Werk Physiologische Psychologie (1874). Auch die Faktorenanalyse tendiert in diese Richtung.(d) Für Titchener ist Introspektion die Methode der Wahl zum Erkennen elementarer Voraussetzungen des geistigen Lebens. Carl Wernickes Methode, einen gegebenen und daher konkret erkennbaren psychotischen Zustand aufgrund einer „dominierenden Störung“ des Affekts oder des Denkens und einer entsprechenden Störung der Assoziationsbahnen zu erklären, setzt voraus, die für solche Zustände funktionell bzw. theoretisch zu fordernden Nervenbahnen neuroanatomisch exakt zu kennen. Das sollte sich jedoch als problematisch erweisen. Dieser neurologisch basierten Überzeugung schloss sich zunächst zwar auch Sigmund Freud (1856–1939) mit seiner nur bedingt lokalisierbaren metapsychologisch begründeten topischen Auffassung an. Wernicke betrachtete aber auch die von ihm gebildeten psychologischen Begriffe wie etwa Erklärungswahn, Ratlosigkeit, überwertige Idee, Merkfähigkeit, Transitivismus als Elemente der Erkenntnis.(b) Ähnlich verhält es sich auch mit der – als Strukturmodell bezeichneten – Instanzenlehre der Psychoanalyse. Freud und die Psychoanalyse übten jedoch Kritik an der Elementenpsychologie von Wundt, siehe Kap. Kritik.(e)
Als solche einfachen Elemente sah Wundt die Assoziationen an. Sie können experimentell durch Assoziationsverfahren geprüft und ausgewertet werden. Als weitere elementare Einheiten galten das Erleben und die Empfindung, vgl. a. → Introspektion. Diese Einheiten erschienen zusammen mit den experimentell reproduzierbaren Assoziationsverfahren als wesentlich zur Erforschung von Bewusstseinszuständen. Die entsprechende Forschungsrichtung wurde auch als Bewusstseinspsychologie bezeichnet.(b) Die Elementenpsychologie ist neben anderen psychologischen Richtungen wie der methodisch entgegengesetzten Ganzheitspsychologie Teil der Bewusstseinspsychologie. Außer dem Empfinden hat Carl Gustav Jung (1875–1961) drei weitere Grundfunktionen betont, die des Denkens, Fühlens und Intuierens.

## Unterschiedliche Bedeutungen des elementaren Verstehens
Die verstehende Psychologie ist hervorgegangen aus der psychologisch-psychiatrischen Phänomenologie. Die zu erkennenden Phänomene sind als Elemente dieser Spezialwissenschaften zu verstehen. Karl Jaspers unterscheidet zwischen statischem und genetischem psychopathologischen Verstehen. Auch der Elementenbegriff in der Psychologie kann in dieser doppelten Weise verstanden werden.(c)(f)
1. In einem naturwissenschaftlich-mechanistischen Sinn ist das Element statisch als eines von mehreren Einzelteilen, Komponenten oder Grundbestandteilen aufzufassen, aus denen sich das Ganze zusammensetzt. In der Psychologie spricht man hier auch von Querschnittsverständnis, einem Verständnis also, das von entwicklungsgeschichtlichen Aspekten absieht.
2. Insofern Psychologie es auch – neben Geschichte und Geographie – mit zeitlichen Abläufen zu tun hat, ist auch ein elementares genetisches Verstehen aus Anfangsgründen wichtig. In der Psychologie spricht man hier von Längsschnittverstehen. In diesem elementaren Verständnis geht es um entwicklungsgeschichtlich frühe Leistungen, wie zum Beispiel um Primitivreaktionen bei starken Affekten. Das Wort „primitiv“ hat hier keine abwertende Bedeutung wie sie meist in der Umgangssprache geläufig ist. Mit dem Begriff der Primitivreaktionen ist vielmehr eine topisch und schichtentheoretisch auf tiefere Niveauhöhen des ZNS begrenzter Ablauf der nervösen Erregungen gemeint, vgl. → Kap. Elementargefühle.

## Geschichte
In der Geistesgeschichte gibt es viele Parallelen einer Elementenlehre. Solche sind vor allem die in der Antike entwickelte Vier-Elemente-Lehre und die chinesische Fünf-Elemente-Lehre, deren Anfänge (I Ging, Laotse) bis ins 3. Jahrtausend v. Chr. zurückreichen. Häufiger ist in den Geisteswissenschaften in synthetischer Absicht von Monismus oder Monopluralismus die Rede. Hier wird versucht, die Vielfalt der Erscheinungen auf ein einziges Prinzip oder auf eine kleine Anzahl von Elementen zurückzuführen.(c)(a) Gottfried Wilhelm Leibniz (1646–1716) beschrieb die Monaden als zugleich physische und psychische Einheiten, vgl. dazu den oben genannten topischen Ansatz Wernickes. Leibniz wies auch auf die petites perceptions hin, die als unterschwellige bzw. als unbewusste Einzelreize verstanden werden können.(b)(d) Damit könnte er als Vordenker für den modernen Begriff des Synapsengewichts gelten.
Die Elementarpsychologen bezogen sich auf die sog. angelsächsischen Assoziationspsychologen. Zu diesen zählten: John Locke (1632–1704), David Hartley (1705–1757), David Hume (1711–1776), James Mill (1773–1836), Thomas Brown (1778–1820) und John Stuart Mill (1806–1873).(e)

### Elementargefühle
Der sich auf die Lehre von Wilhelm Wundt berufende Begriff der Elementargefühle bezieht sich auf phylogenetisch und ontogenetisch einfache Zustandsgefühle. Er bezieht sich damit auf eine entwicklungsgeschichtliche Perspektive. Danach werden Gefühlszustände als entwicklungsgeschichtlich erworbene Bereitschaften angesehen, die durch bestimmte spezifische Reize aktiviert werden können.(a) Die so zu verstehende Ableitung von elementaren Gefühlen erfolgt über die Entwicklung von Affekten nach dem psychogenetischen Grundgesetz und nach schichttheoretischer Vorstellung. Demnach können gewisse Handlungs- und Reaktionsmuster als reflexähnliche Abläufe unter Umgehung des Wertgefüges der Persönlichkeit aufgefasst werden, vgl. → Cannon-Bard-Theorie, Bedingter Reflex. Solche elementaren psychische Vorgänge ereignen sich aber auch bei ganz alltäglichen Wahrnehmungen und Empfindungen, vgl. insbesondere → petites perceptions. Auch wenn der erreichte Stand der Entwicklung dabei nicht unerheblich sein dürfte, so sind sie gleichfalls als weitgehend spontane neurophysiologische Abläufe zu verstehen. Nach dem Niveauschema der Reizbeantwortung sind solche auf bestimmte nervöse Schichten auf einem tieferen Niveau bezogenen Abläufe als Automatisierung bzw. Verkürzung der Abfolge von Reizantworten zu erfassen. Eine Aufhebung der Hemmung niedriger Schichten durch die höheren ist vorstellbar. Sie werden daher auch als Kurzschlusshandlungen oder Primitivhandlungen bezeichnet.(g) Sie haben Beachtung in der forensischen Psychiatrie als evtl. Exkulpierungsgrund gefunden (Schuldunfähigkeit).
Das Verständnis dieser Vorgänge ist für die Lerntheorie wichtig.

#### Forderung nach forensischer Differenzierung
Der Begriff Primitivreaktion geht auf den in der Forensikgeschichte bekannten Psychiater und Gutachter Ernst Kretschmer (1888–1964) zurück.(b) Paul Bresser (1921–1993) warnt jedoch vor allzu unbedachtem Gebrauch des zwar anschaulichen Begriffs der Primitivreaktion, da es sich hier sehr oft um Abwägungen von Angstreaktionen handle, die als affektive Ausnahmezustände insofern psychiatrisch schwer voneinander abzugrenzen sind, als die Rolle äußerer Umstände vielfach ausschlaggebend ist. Akute Psychosen, Intelligenzminderungen oder schwere Persönlichkeitsstörungen sind dagegen seltener zu begutachten. Er schlägt vor, eher direkt von Jähzorn, Schreck, Verzweiflung oder extrem gesteigerter Wut zu sprechen, um damit der Gefahr eines Schlagwortgebrauchs zu entgehen. Dennoch ist die übergreifende Bezeichnung der Primitivreaktionen als zweckmäßig zur Kennzeichnung akuter psychiatrischer Notfälle anzusehen. Die Analyse konkreter Affekte ist sehr weitreichend. Sie basiert auf der Beobachtung von Mustern einer Gefahrenabwehr bzw. Abwehrmechanismen durch Kampf, Flucht und schreckhafter Erstarrung (Totstellreflex) in der aufsteigenden Reihe der evolutiven Entwicklung von Lebewesen.(b)

## Elementarsymptome
Nach Wernicke sind Elementarsymptome gewisse Einzelzeichen psychischer Krankheit, die man auch als primäre Krankheitszeichen ansehen kann. Ausgehend von diesen kann man andere sekundäre Krankheitszeichen von den primären ableiten und erklären. So ist zum Beispiel der Erklärungswahn eine ableitbare und verständliche Folge von primären psychotischen Erlebnissen wie etwa Halluzinationen, die Manie eine verständliche Folge der Ideenflucht.(c) Das ableitbare Verstehen von Seelischem aus anderem Seelischen wird von Jaspers auch psychologisches Erklären genannt.(d)

## Kritik
Gegen die analytische Methodik der Elementenpsychologie wurden von der Gestaltpsychologie und der geisteswissenschaftlichen Psychologie Einwände im Sinne des Reduktionismus erhoben. Mit Goethe (1749–1832), der übrigens 1790 eine Gestaltlehre über die „Metamorphose der Pflanzen“ schrieb, war diese Kritik am Herstellen immer kleinerer Einheiten bereits im „Fehlen des geistigen Bands“ zum Ausdruck gebracht worden. Goethe befasste sich selbst auch mit der Frage nach dem „Urphänomen“.(c) Es wird daher zwischen Holisten (Gestaltpsychologie) und Elementaristen unterschieden. Als Reaktion auf eine allzu elementaristische Richtung gab es kompensatorisch eine mehr holistische Strömung auch in der Elementenpsychologie, die mit der Gestaltpsychologie eher in Einklang stand. Sigmund Freud (1856–1939) und Carl Gustav Jung (1875–1961) widersprachen einer Gleichsetzung von Psyche und Bewusstsein.
Die Problematik der Elementenpsycholgie geht zurück auf Aristoteles (ca. 384–322) und seine Theorie von Akt und Potenz sowie der materia prima. Das Ableiten psychischer Phänomene von unveränderlichen Elementen ist bereits von Heraklit (ca. 544–483) kritisiert worden. Ein unveränderliches Sein wurde von ihm als unmöglich betrachtet. Alles Sein vollziehe sich vielmehr im Sinne eines ewigen Werdeprozesses („Alles fließt.“). Auch Wilhelm Wundt vertrat den Standpunkt, dass alle Wirklichkeit letztlich auf Akte ohne zugrundeliegende Substanz zurückzuführen sei.(d) Dennoch wurde auch von Vertretern des amerikanischen Funktionalismus Kritik an der Elementenpsychologie geübt, da sie nicht materiell nachweisbare strukturierte Zusammenhänge ablehnten, insbesondere aber die Analyse von Erlebnisinhalten.(f) Die teilweise recht konflikthaft ausgetragenen Auseinandersetzungen einzelner Schulen und die oft als Schmähwort gebrauchte Bezeichnung des Atomismus sind jedoch zu relativieren, da es oft genug auf eine Synthese der verschiedenen Standpunkte ankommt, so wie beispielsweise auch beim Streit zwischen Vertretern der Einheitspsychose und denen der Krankheitseinheit.(g)(e)
Jaspers betrachtet die vorgeblich naturwissenschaftlich begründeten Theorien Wernickes und Freuds als Gegenstand der verstehenden Psychologie, nicht aber als Ausdruck exakter Naturwissenschaft. Wernicke fordere Hirnbefunde, wo diese nie zu erwarten sind.(f) Auch wenn Freud die theoretischen Forderungen nach Lokalisierbarkeit metapsychologisch relativierte, so habe er sich niemals an eine streng naturwissenschaftlich begründete Theorie fest gebunden. Seine Anbindung an Theorien sei vielmehr fließend.(g)

### Versuch einer Synthese
Heutige Entwicklungen in der Psychologie bemühen sich um Synthese von Elementarismus und Holismus. Es haben sich sowohl zur Abgrenzung und Unterscheidung aber auch zur Ergänzung des elementaristischen Standpunkts verschiedene weitere Strömungen wie Funktionalismus und Strukturalismus herausgebildet. Sie sind als umgreifende Konstrukte und auch methodisch–operationelle Alternativen der einerseits geisteswissenschaftlich orientierten Richtungen wie etwa der deskrtiptiven Psychologie und andererseits der eher naturwissenschaftlich ausgerichteten Fächer wie etwa der Biopsychologie zu verstehen und sollen experimentelle und differentielle Psychologie integrieren.(h)